# 亀山城 (三河国)
亀山城（かめやまじょう）は、愛知県新城市作手清岳にあった日本の城。作手城と表記されることもある。

## 概要
作手盆地の南東部に位置。
上野国から作手地方に移住した奥平貞俊は当初、川尻城を本拠としたが、応永31年（1424年）に亀山城を築き移った。
駿河国の今川氏や尾張国の織田氏など転属先を変えて生き延びてきた奥平氏の本拠地であった。
元亀年間（1570年 - 1573年）には、奥平貞能の子貞昌（信昌）が甲斐国の武田氏に従属したため、武田氏の三河侵攻の拠点となる。だが、天正元年（1573年）には徳川氏へ再転属。徳川家康によって貞昌が長篠城主となったため、主要な城ではなくなった。
関ヶ原の戦いの後、慶長7年（1602年）には信昌の四男松平忠明が城主となり作手地方支配の拠点となるが、慶長15年（1610年）に伊勢国の亀山城へ移封されると、城は廃城となった。

## 遺構
土塁や曲輪、空堀などの保存状態は比較的良く、奥平氏の屋敷群推定地があり、岡崎街道沿いには短冊形地割も確認されている。ただし城跡の発掘調査の結果、出土遺物が16世紀後半のものにほぼ限定され、甕や茶碗などの生活用品類がほとんど出土しなかったことから、奥平氏の居住地でなく軍事拠点的な城であった可能性が高い、との見解が新城市によって示されている。

## ギャラリー

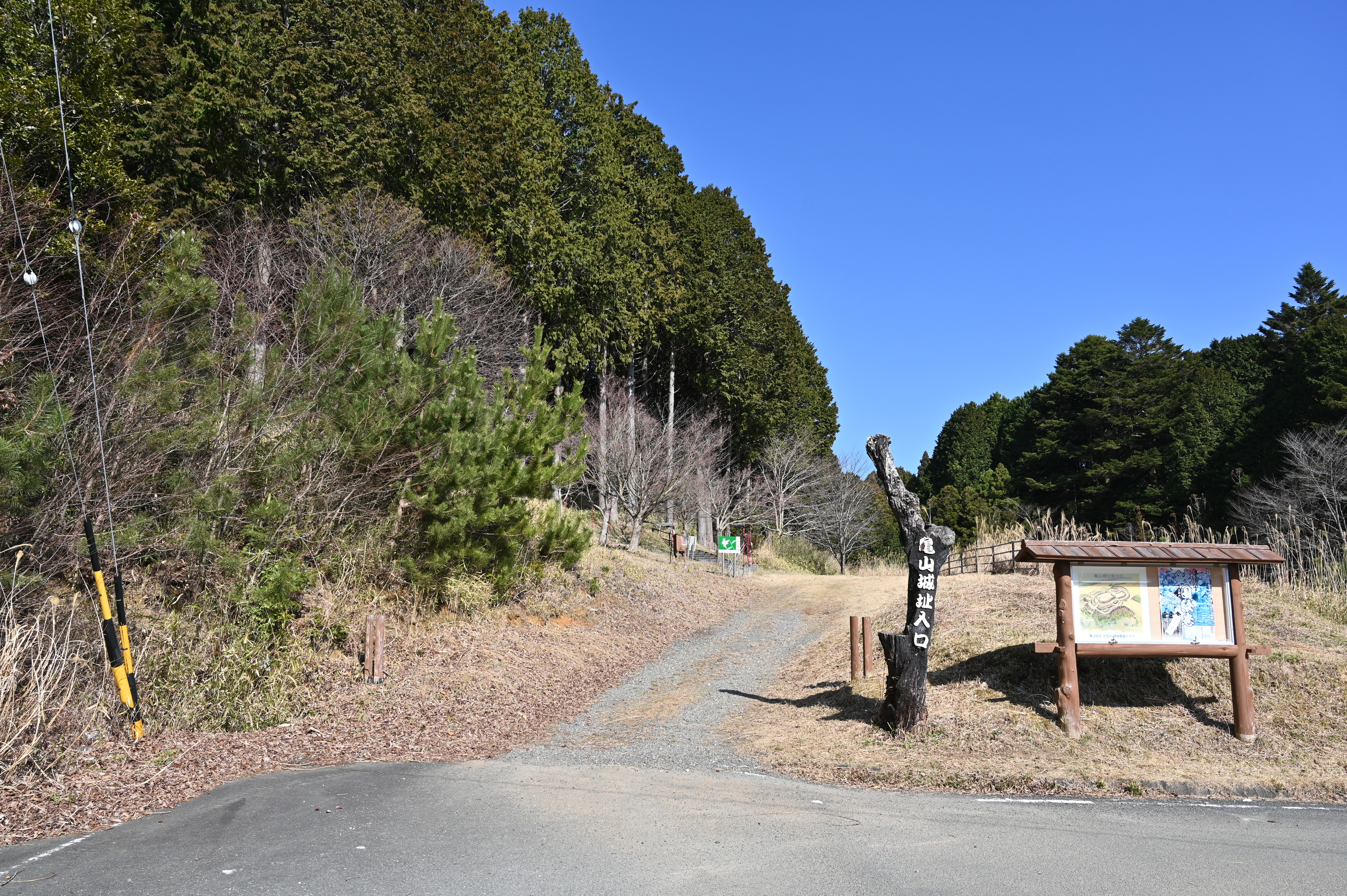
亀山城址入口
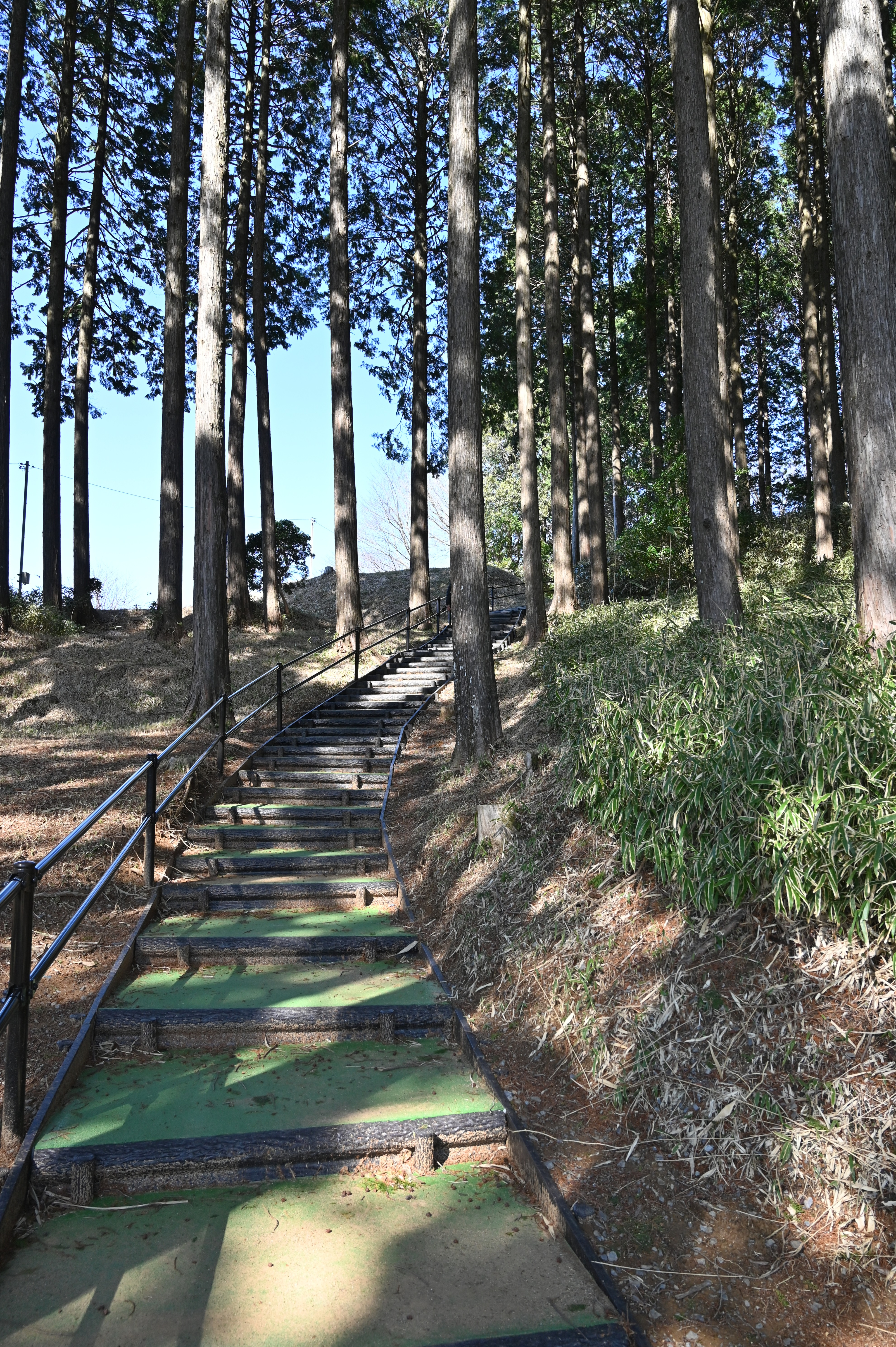
整備された登山道
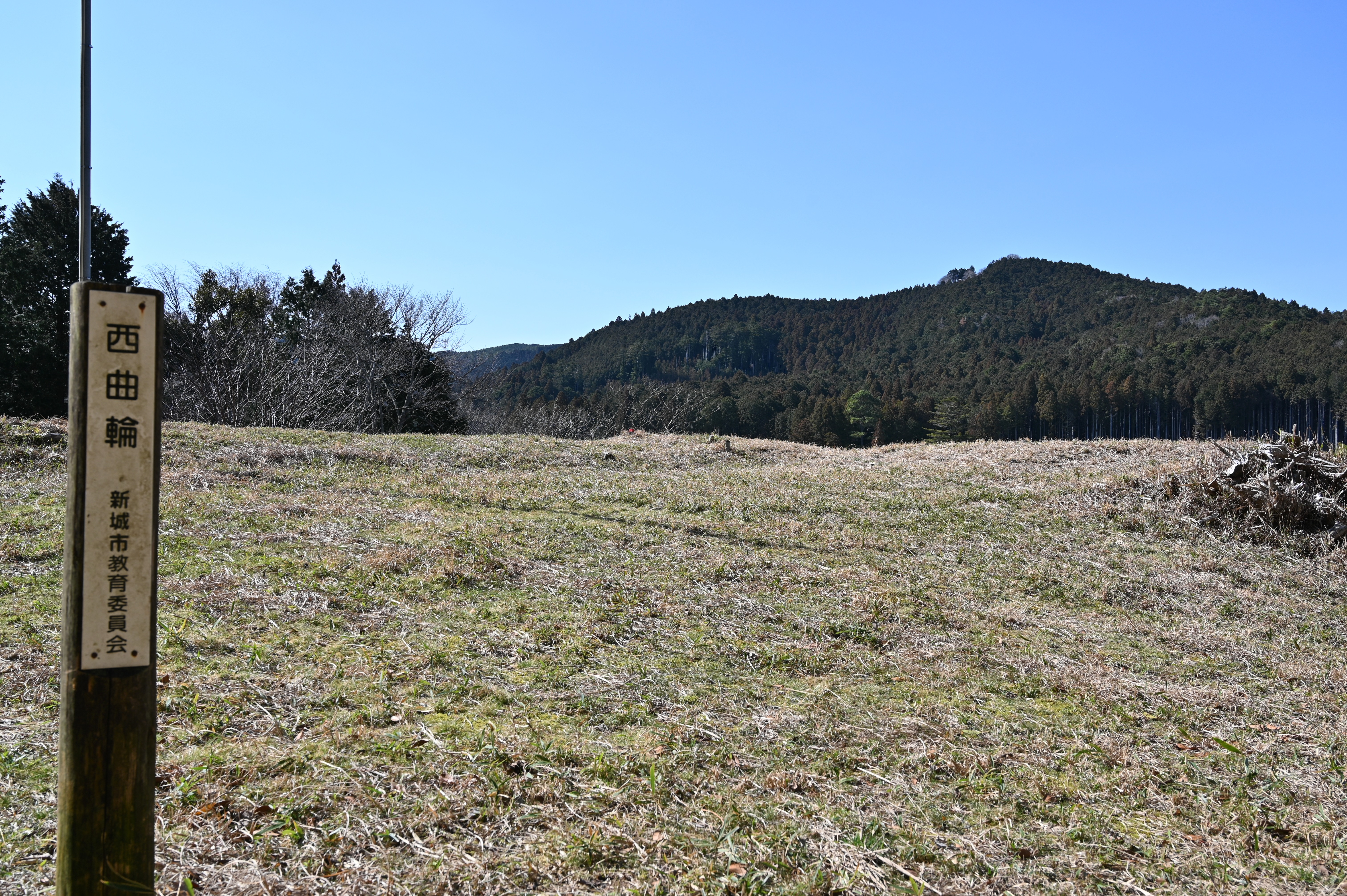
西曲輪
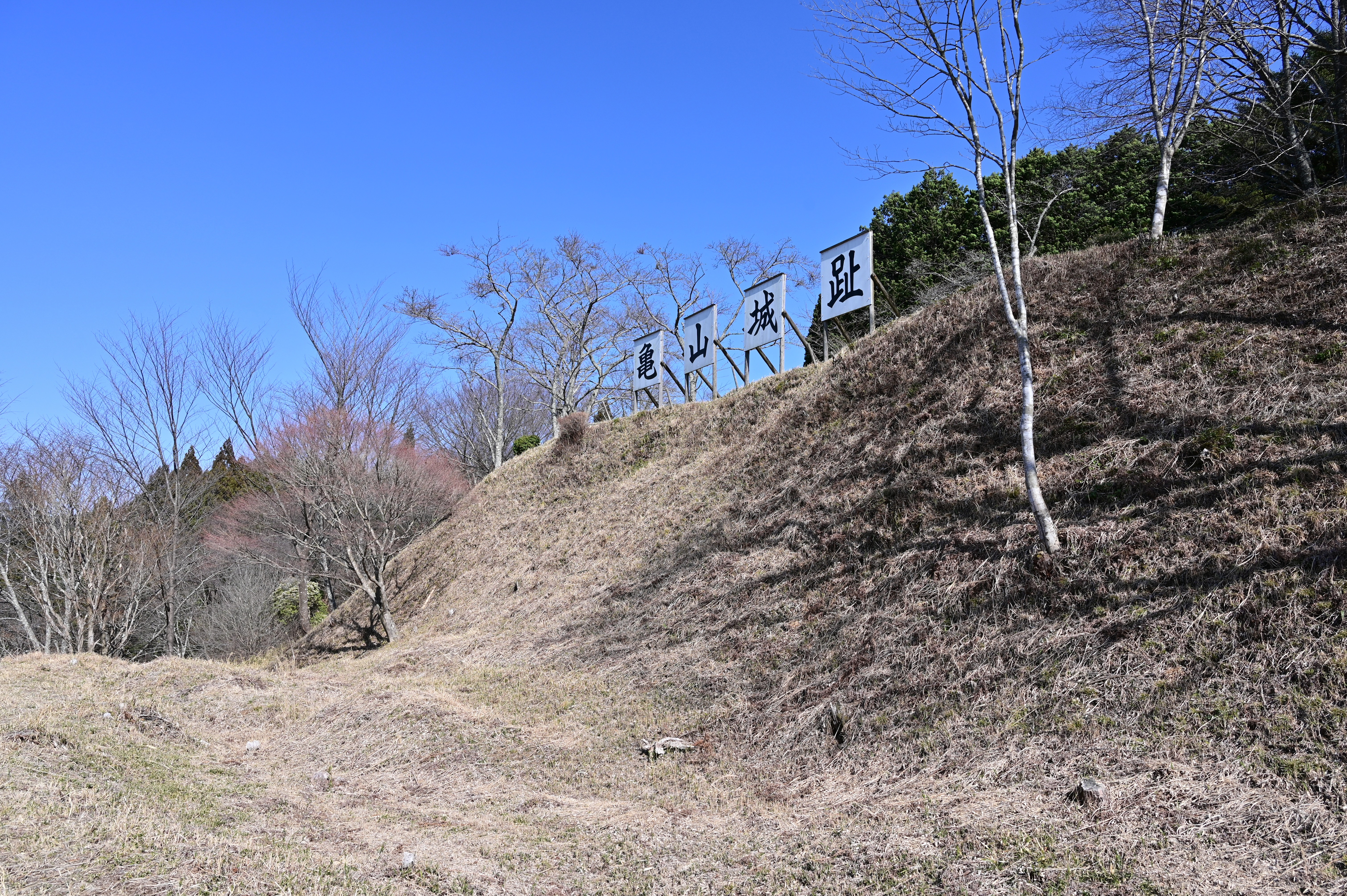
腰曲輪と土塁
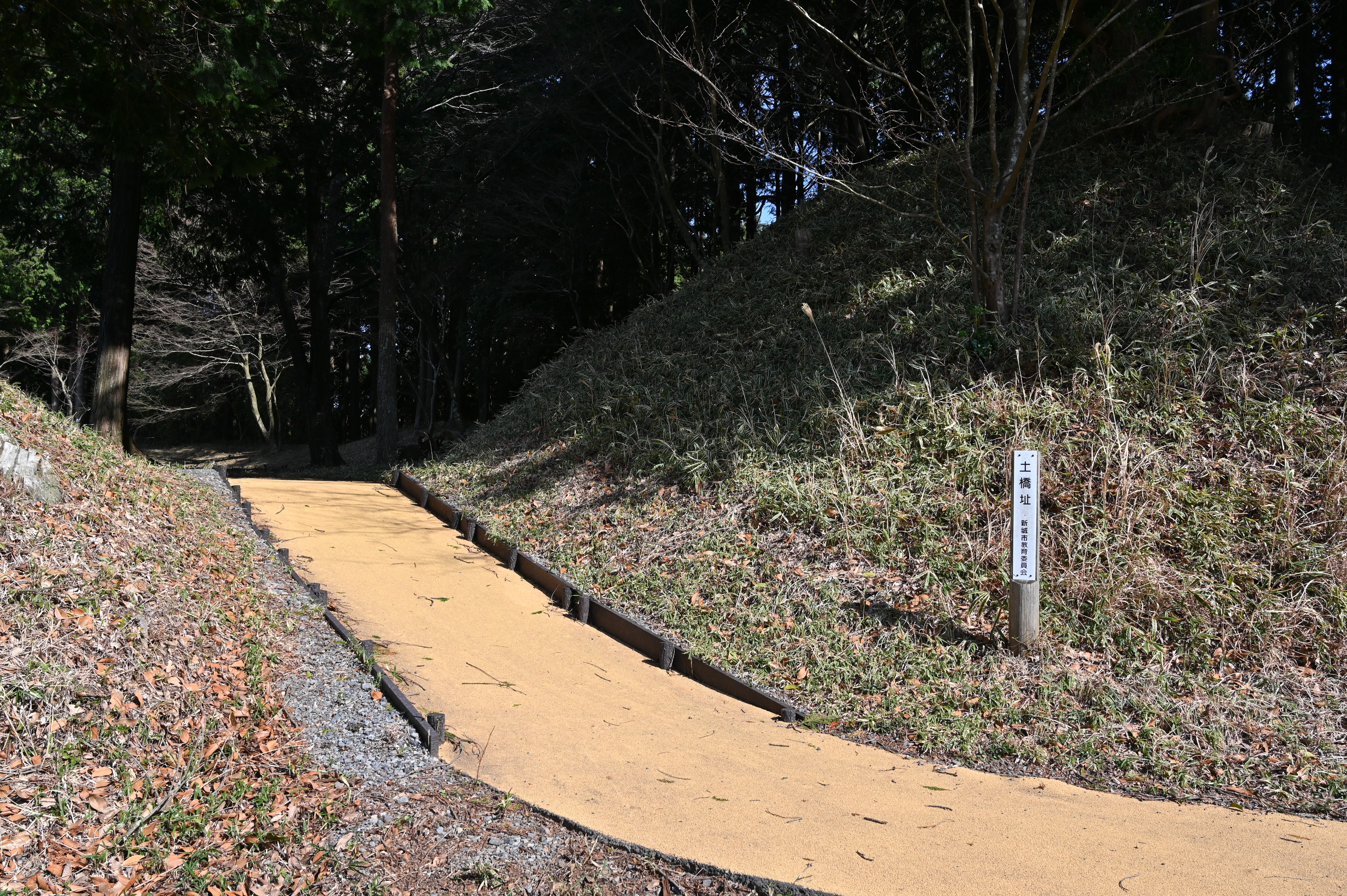
土橋址
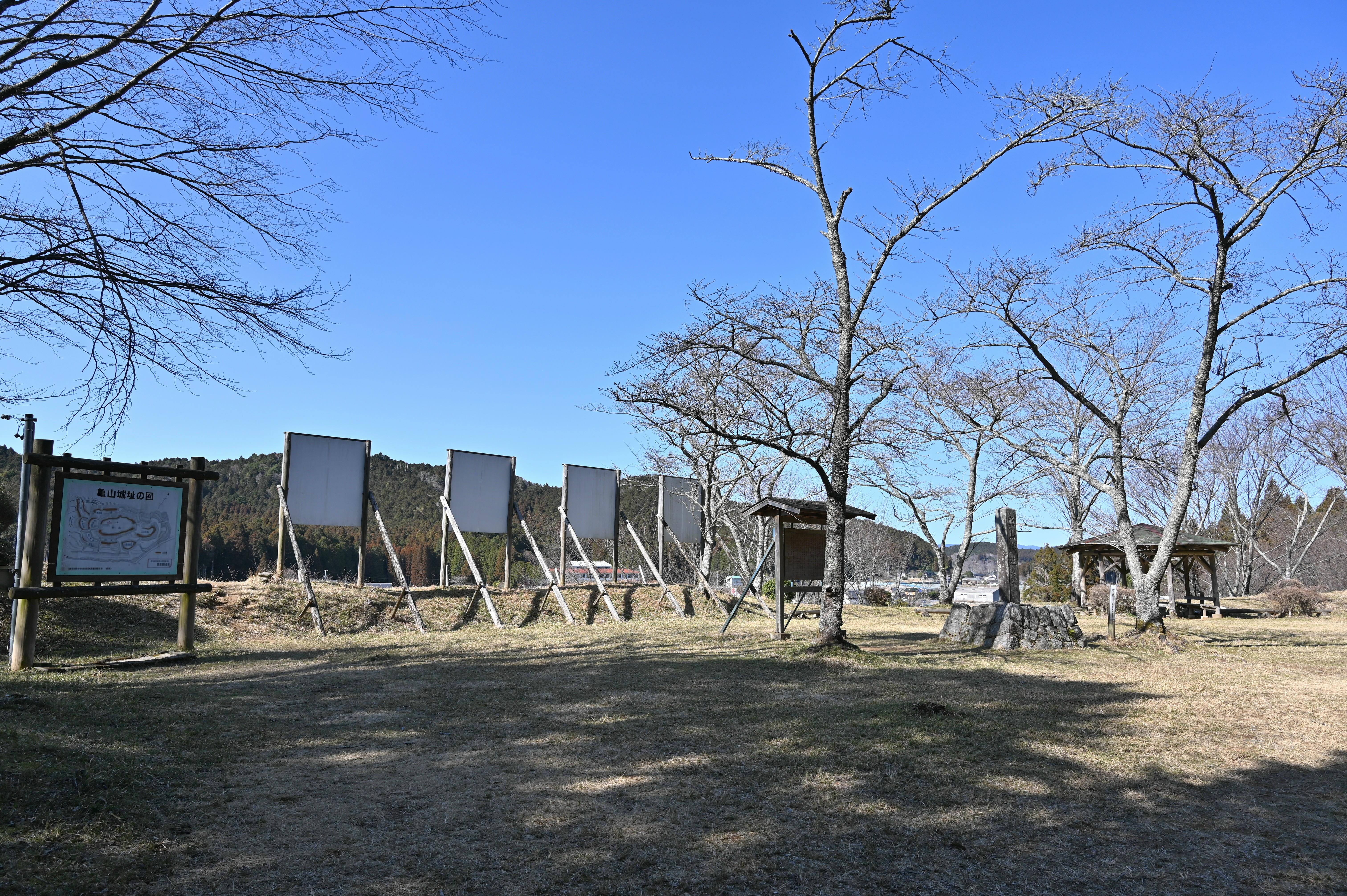
本丸址
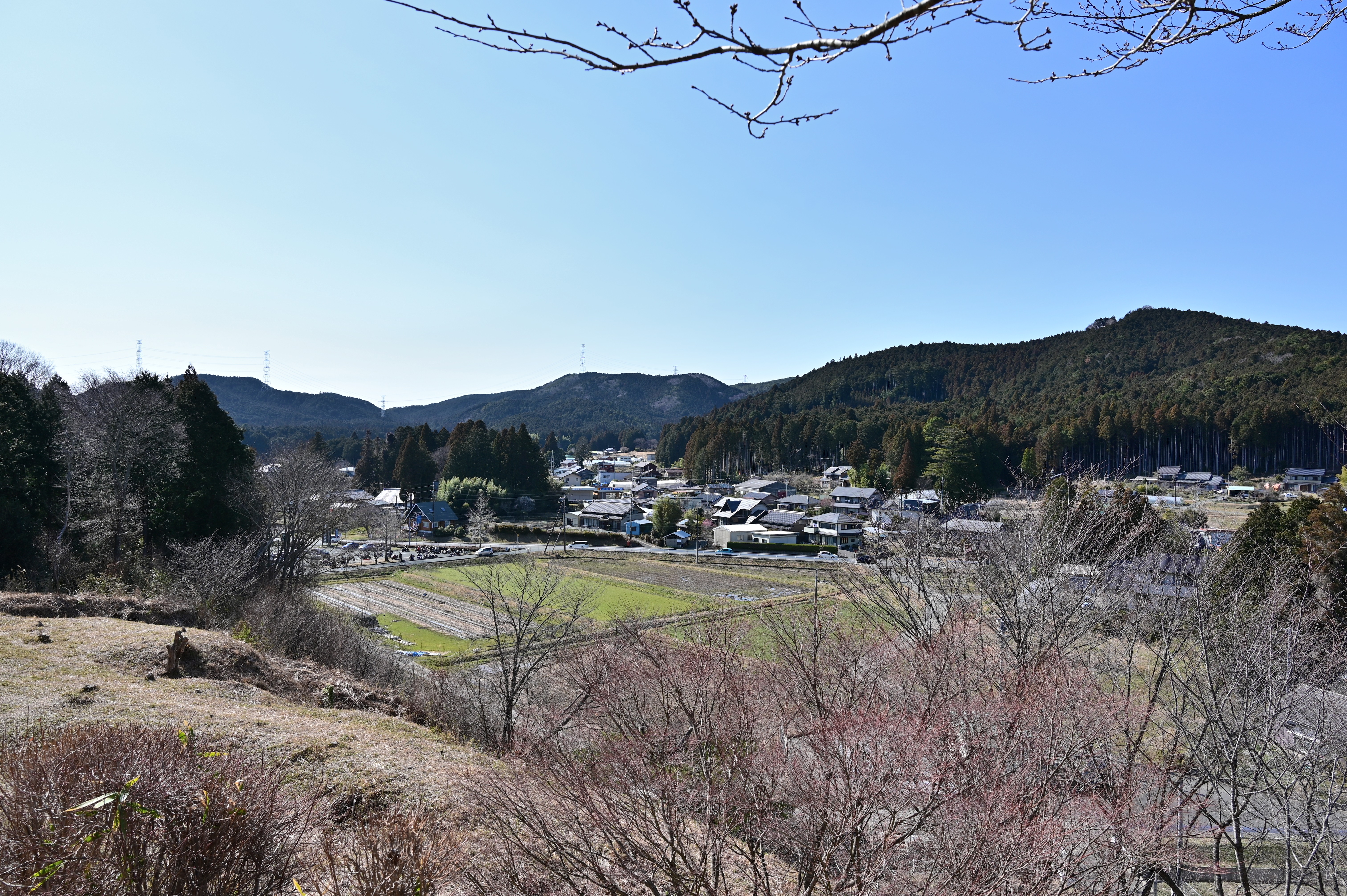
本丸址から石橋城址方面を望む
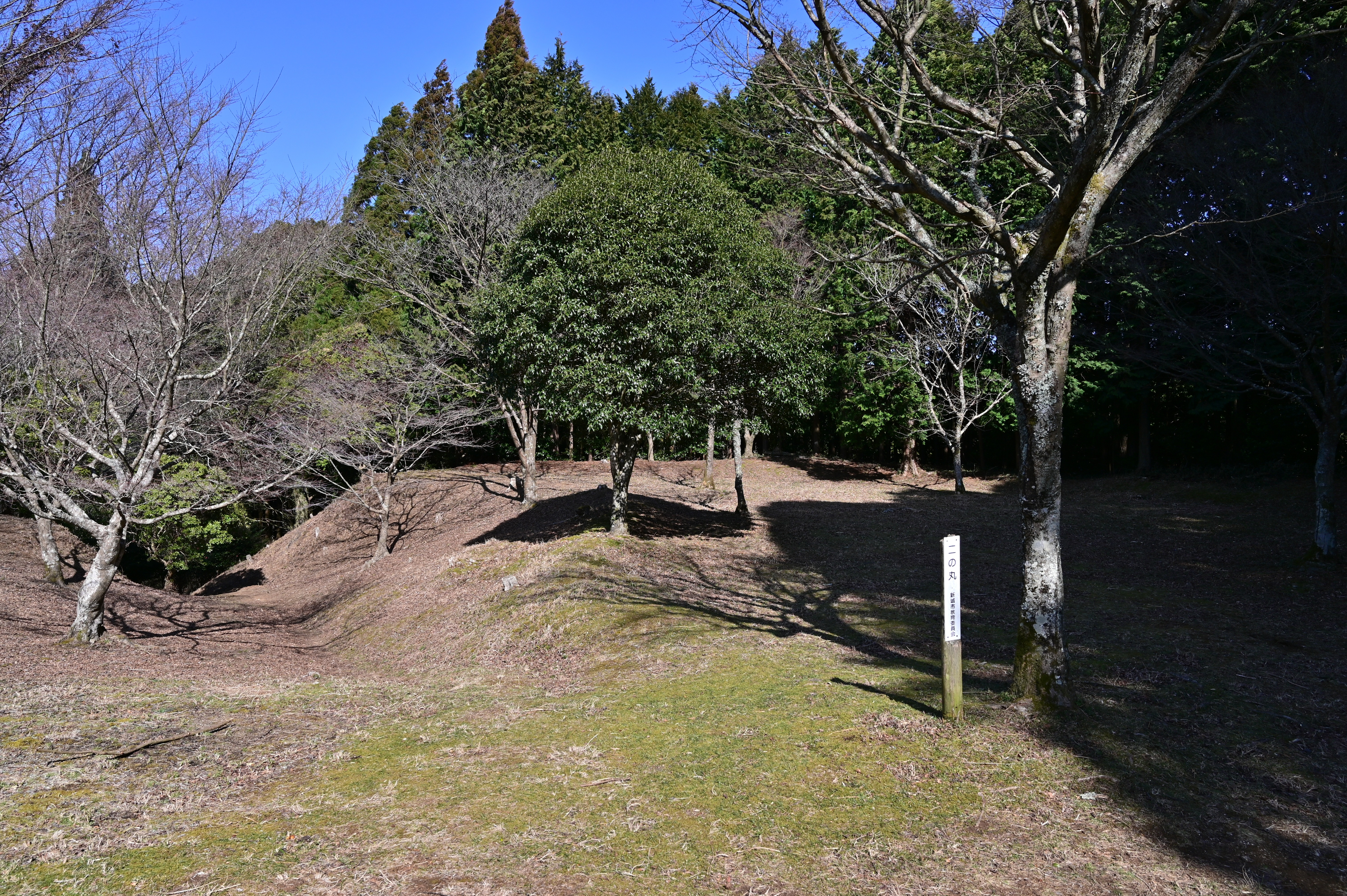
二の丸
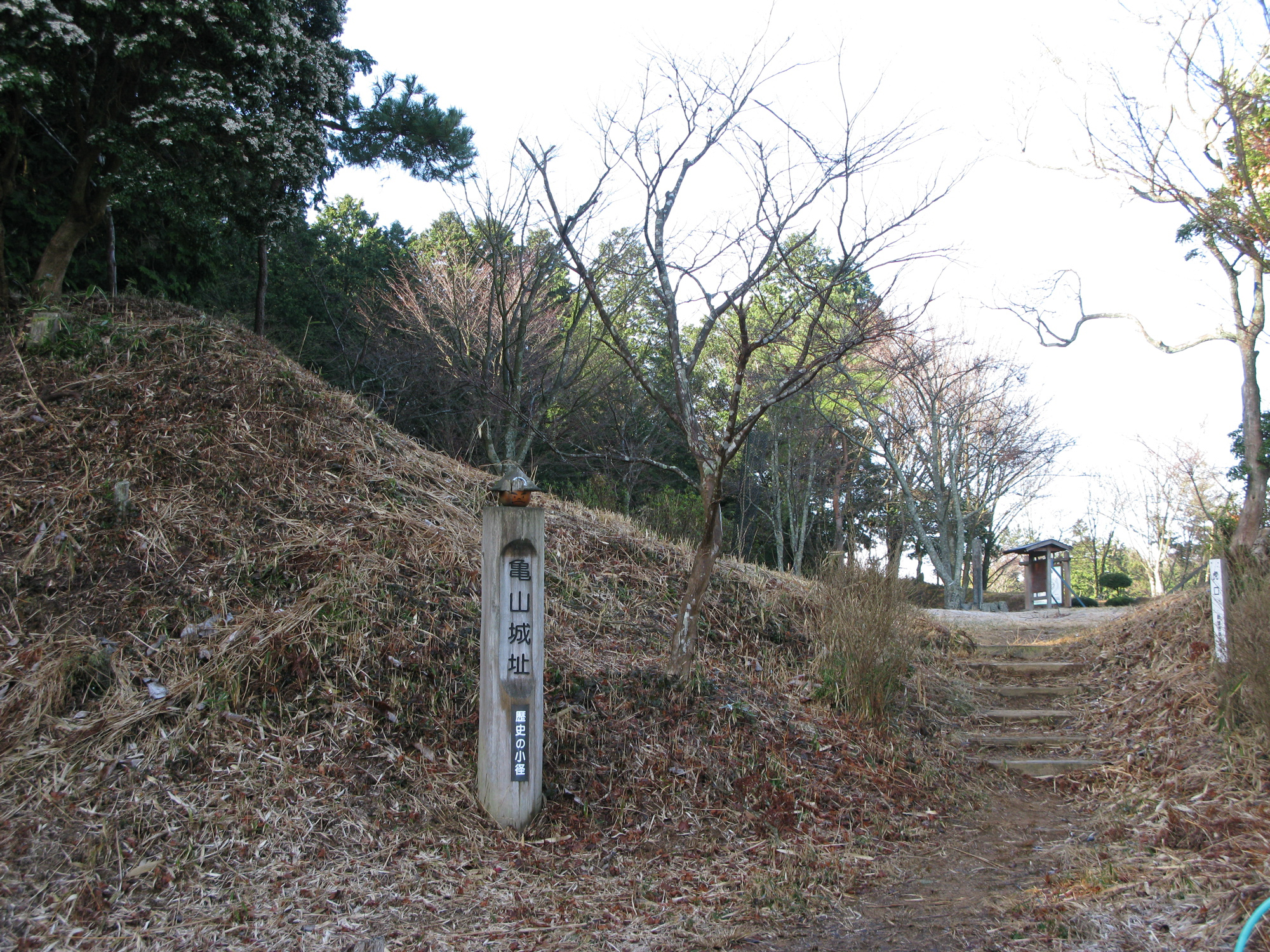
虎口